# Stenopsyche tibetana
Stenopsyche tibetana is een schietmot uit de familie Stenopsychidae. De soort komt voor in het Oriëntaals gebied.